# Euplúsio
Santo Euplúsio, mártir e santo da Igreja Católica.
(+ Sicília, séc. IV) 
É celebrado no dia 12 de agosto

## Vida e santidade
De origem desconhecida, segundo alguns autores, era diácono. Por sua grande fé em Cristo e na Igreja nascente e obedecendo a um impulso excepcional da graça divina, apresentou-se voluntariamente ao tribunal de Catânia, na Sicília, e professou sua fé em Jesus Cristo, mesmo sabendo que poderia sofrer graves tormentos. O governador da região lhe ordenou que fizesse sacrifício aos deuses pagãos. Euplúsio respondeu de boa vontade que não o faria, preferindo oferecer sua vida ao Deus único e Verdadeiro em quem acreditava. Após ser cruelmente torturado foi, afinal, decapitado.